# Teens Like Phil
Teens Like Phil è un cortometraggio del 2012 diretto da Dominic Haxton e David Rosler.
Il cortometraggio è contenuto nell'antologia di corti Boys on Film X (2013).
In Italia il cortometraggio è uscito il 19 aprile 2013.

## Trama
Phil è un adolescente timido ed insicuro che cresce in un sobborgo ricco. Nella scuola privata che frequenta, Phil è spesso oggetto di bullismo da parte di Adam, suo ex amico ed interesse amoroso, il quale lo picchia sempre con maggior violenza e gode nell'umiliarlo nello spogliatoio. Alla fine Phil, non riuscendo più a sopportare la cosa, decide di togliersi la vita.

## Citazioni cinematografiche
- In camera di Phil è presente una foto di Alfred Hitchcock insieme ad un gabbiano ed un corvo: si tratta di una foto pubblicitaria del film Gli uccelli.
- Nel corto si vede il poster del film Rosemary's Baby - Nastro rosso a New York.

## Riconoscimenti
- 2012 - New York City Short Film Festival
  - Audience Award
- 2013 - Best Shorts Competition
  - Award of Merit
- 2013 - Indianapolis LGBT Film Festival
  - Miglior Film
  - Miglior cortometraggio